# Церква Покрови Пресвятої Богородиці (Безлюдівка)
Церква Покрови Пресвятої Богородиці — чинна церква, пам'ятки архітектури та містобудування місцевого значення, у селищі міського типу Безлюдівка Харківського району Харківської області. Парафія належить до Харківської єпархії Української православної церкви Московського патріархату.

## Історія
Церкву збудовано 1861 року з червоної цегли і освячено на честь Покрови Пресвятої Богородиці. 
У 1930-х роках церкву було закрито більшовиками. 
1943 року було відновлено служіння.